# Liste von Persönlichkeiten der Stadt Greiz
Die Liste von Persönlichkeiten der Stadt Greiz enthält Personen, die in der Geschichte der thüringischen Stadt Greiz eine nachhaltige Rolle gespielt haben. Es handelt sich dabei um Persönlichkeiten, die Ehrenbürger oder Träger der Bürgermedaille von Greiz sind, hier geboren wurden oder gestorben sind und in Greiz gewirkt haben.
Für die Persönlichkeiten aus den nach Greiz eingemeindeten Ortschaften siehe auch die entsprechenden Ortsartikel.

## Ehrenbürger
- 1895: Fürst Otto von Bismarck (1815–1898), Reichskanzler
- 1949: Georg Wille (1869–1958), Cellist
- 1973: Walter Kopp[1] (1898–1973), Abgeordneter im Greizer Stadtrat 1925 bis 1933 und Greizer Bürgermeister von 1945 bis 1950
- 1992: Ulf Merbold (* 1941), Astronaut
- 1995: Reiner Kunze[2] (* 1933), Schriftsteller und literarischer Übersetzer
- 2021: Gunther von Hagens[3] (* 1945), Plastinator

## Träger der Bürgermedaille der Stadt Greiz
- 1993: Elly-Viola Nahmmacher (in Gold)

## Söhne und Töchter der Stadt

### Bis 1850
- Johannes Hass (zw. 1473 und 1476–1544), Stadtchronist und Bürgermeister von Görlitz
- Jacob Coler (1537–1612), lutherischer Theologe, Propst von Berlin und Superintendent von Güstrow
- Graf Heinrich VI. (1649–1697), Graf Reuß zu Obergreiz und kursächsischer Generalfeldmarschall
- Johann Heinrich Büttner (1666–1745/46), Kantor, Historiker, Bibliothekar, Genealoge und Ratssekretär
- Tobias Philipp Freiherr von Gebler (1720/22–1786), Dramatiker und einer der fortschrittlichst denkenden österreichischen Staatsbeamten seiner Zeit
- Graf/Fürst Heinrich XI. (1722–1800), Erbauer des Sommerpalais zu Greiz
- Fürst Heinrich XIII. (1747–1817), nach 1802 Wiederaufbau des Unteren Schlosses im klassizistischen Stil
- Fürst Heinrich XIV. Reuß zu Greiz (1749–1799), österreichischer Gesandter in Preußen
- Fürst Heinrich XV. Reuß zu Greiz (1751–1825), österreichischer Feldmarschall
- Karl Wilhelm Greding (1759–1819), Arzt
- Friedrich Wilhelm Facius (1764–1843), Medailleur
- Mariane Bargiel (1797–1872), deutsche Pianistin und Sopranistin
- Carl Ernst Kunze (1801–1869), deutscher Richter und Politiker
- Wilhelm von Gebler (1803–1884), kaiserlich österreichischer Feldmarschall-Lieutenant und Militär-Schriftsteller
- Ludwig Bonardy (1805–1881), Jurist und Politiker
- Karl Friedrich August Kahnis (1814–1888), evangelischer Theologe
- Ferdinand Büttner (1815–1899), deutscher Unternehmer und Politiker
- Eduard Knoll (1817–1882), Parlamentarier und Verwaltungsbeamter im Fürstentum Reuß älterer Linie
- Heinrich Leopold Möller (1820–1869), Postmeister und Abgeordneter des Schwarzburg-Sondershäuser Landtages
- Heinrich August Schwarz (1822–1893), Richter und Politiker
- Heinrich Schilbach (1828–1905), deutscher Unternehmer und Politiker
- Heinrich Feistel (1828–1879), geboren in Altgommla, Jurist und Landtagspräsident
- August Feustel (1828–1896), geboren in Tannendorf, Fabrikant und Abgeordneter im Greizer Landtag
- Eduard Schilbach (1830–1913), deutscher Kaufmann und Politiker
- Carl Anton Merz (1831–1898), Kaufmann und Mitglied des deutschen Reichstags
- Otto Henning (1833–1908), Druckereibesitzer, Reichstags- und Landtagsmitglied
- Goswin Brösel (1833–1910), deutscher Unternehmer und Politiker
- Ludwig Wilhelm Schaufuß (1833–1890), Naturwissenschaftler
- Victor Zeppenfeld (1834 – nach 1883), Genremaler der Düsseldorfer Schule
- Theodor Zopf (1834–1897), deutscher Arzt und Politiker (NLP) im Fürstentum Reuß älterer Linie
- Heinrich Arnold (1835–1891), deutscher Fabrikant, Rittergutsbesitzer und Landtagsabgeordneter
- Otto Benndorf (1838–1907), Klassischer Archäologe und der Begründer des Österreichischen Archäologischen Instituts
- Heinrich Albert (1838–1909), Kaufmann und Abgeordneter im Greizer Landtag
- Helene Lincke-Resch (1838–1914), Schriftstellerin
- Heinrich Gotthold Dietel (1839–1911), Unternehmer der Textilindustrie
- Bruno Oswin Merz (1843–1914), höherer sächsischer Staatsbeamter
- Bernhard Schwarz (1844–1901), Afrikaforscher, geboren in Reinsdorf
- Fürst Heinrich XXII. (1846–1902), Verfassungsgeber, Gegner Preußens
- Rudolf Rieck (1846–1924), deutscher Fabrikant und Politiker
- Rudolf Bauch (1846–1910), Kaufmann und Abgeordneter im Greizer Landtag
- Otto Engau (1848–1925), Ingenieur, Gastwirt und Erschaffer des Bismarck-Ehrengartens in Laubegast, geboren in Cossengrün

### 1851 bis 1900
- Manfred Wittich (1851–1902), Schriftsteller, Journalist und Literaturhistoriker
- Max von Geldern-Crispendorf (1854–1938), Jurist, Richter und Politiker
- Carl Röder (1854–1922), Bildhauer
- Heinrich Nusch (1855–1934), deutscher Kaufmann und Politiker (DVP)
- Wilhelm Paul Arnold (1856–1928), deutscher Kaufmann und Politiker, MdL Reuß
- Heinrich Paul Hoffmann (1856–1914), deutscher Baumeister und Politiker
- Franz Brösel (1859–1926), deutscher Rechtsanwalt und Politiker (NLP)
- Paul Dietel (1860–1947), Mykologe
- Franz Feustel (1860–1945), deutscher Journalist und Politiker (SPD, USPD)
- Adolf Steinhäuser (1861–1938), deutscher Richter und Politiker
- Emil Nusch (1861–1922), deutscher Kaufmann und Politiker (DNVP)
- Bernhard Stavenhagen (1862–1914), Komponist
- Gustav Dillner (1862–1947), Weber und Politiker (SPD, USPD)
- Curt Weidhaas (1865–1925), Mediziner
- Max Kiesling (1866–1930), Cellist, von 1892 bis 1924 Mitglied des Gewandhausorchesters Leipzig, geboren in Pohlitz
- Hildegard Neuffer-Stavenhagen (1866–1939), Schriftstellerin
- William Oberländer (1869–1946), Jurist und Politiker
- Georg Wille (1869–1958), Cellist
- Felix Günther (1871–1952), Industrieller
- Arthur von Geldern-Crispendorf (1871–1962), Rittergutsbesitzer und Politiker
- Ernst Möbius (1871–1947), deutscher Kaufmann und liberaler Politiker (DDP)
- Paul Jugold (1872–1936), deutscher Weber und Politiker (SPD Reuß älterer Linie)
- Albin Beer (1873–1969), Weber und antisemitischer Politiker (CSP)
- Curt Teich (1877–1974), amerikanischer Postkarten-König
- Heinrich XXIV. (1878–1927), Fürst Reuß ältere Linie, Graf und Herr zu Plauen, Herr zu Greiz, Kranichfeld, Gera, Schleiz und Lobenstein
- Karl Aner (1879–1933), evangelischer Theologe und Hochschullehrer
- Alfred Oelßner (1879–1962), KPD- und SED-Funktionär
- Alfred Stier (1880–1967), Komponist und Musikdirektor der Evangelisch-Lutherischen Landeskirche Sachsens
- Ulrich von der Trenck (1883–1958), Schauspieler
- Caroline Reuß zu Greiz (1884–1905), durch Heirat Großherzogin von Sachsen-Weimar-Eisenach
- Kurt Finkenwirth (1885–1943), Jurist, Staats- und Wirtschaftswissenschaftler, Syndikus, Verbandsfunktionär, Abgeordneter, Autor und Oberstintendant
- Paul Wilhelm (1886–1965), Maler
- Horst von Cornberg (1886–1943), preußischer Landrat
- Prinzessin Hermine Reuß ältere Linie (1887–1947), Ehefrau von Johann Georg von Schönaich-Carolath und zuletzt von Wilhelm II., vormals Deutscher Kaiser
- Friedrich Richard Schneider (1887–1962), Historiker und Hochschullehrer
- Martin Gebhardt (1888–1947), Turner
- Friedrich Sander (1889–1971), Psychologe und Hochschullehrer an der Universität Jena sowie der Universität Bonn
- Willibald Scholz (1889–1971), Psychiater und Neuropathologe
- Ulrich Fleck (1890–1990), Psychiater und Neurologe
- Arno Barth (1893–1949), Kommunalpolitiker (SPD/SED) und Jurist, zuletzt Oberlandesgerichtspräsident
- Ernst Dietsch (1893–1963), Maler
- Helene Overlach (1894–1983), Politikerin (KPD)
- Max Schütz (1894–1961), Politiker (KPD)
- Alfred Kiss (* 1894), geboren in Dölau, Gewerkschaftsfunktionär
- Ida Fischer (1895–1984), Kontoristin, Widerstandskämpferin gegen das NS-Regime, Kommunal- und Landespolitikerin (SPD/USPD/KPD/KPO/SED)
- Hans Heller (1898–1969), Komponist
- Johannes Berthold (1898–1987), Maler, Grafiker und Bildhauer
- Otto Gillen (1899–1986), Kunsthistoriker, Journalist, Essayist und Lyriker
- Fritz Kunst (1899–1979), Kommunistischer Widerstandskämpfer, Lokalpolitiker der SED
- Ernst Schneider (1900–unbekannt), Physiker und Hochschullehrer
- Anita Wolf (1900–1989), Verfasserin religiöser Werke

### 1901 bis 1950
- Alfred Eckart (1901–1940), geboren in Dölau, Reichstagsabgeordneter (NSDAP) und SA-Führer
- Arnold Scheibe (1901–1989), Botaniker
- Paul Häberer (1902–1978), Maler
- Willy Flach (1903–1958), Archivar und Historiker
- Hans Herbert Hohlfeld (1903–1956), Wirtschaftswissenschaftler
- Wilhelm Flügge (1904–1990), Ingenieurwissenschaftler und Professor an der Stanford University
- Gottfried Opitz (1904–1976), Historiker
- Franz Hauschild (1907–1996), Journalist und Musikwissenschaftler
- Willy Kutschbach (1907–1978), Radrennfahrer
- Alfred Thoß (1908–1991), Historiker und Autor, geboren in Obergrochlitz
- Herbert Reiher (1909–1981), Künstler
- Oskar Sala (1910–2002), Komponist und Physiker
- Herbert Neupert (1911–2002), Ministerialdirektor im Bundesverkehrsministerium
- Wolfgang Huschke (1911–2000), Regionalhistoriker und Archivar
- Werner Kießling (1914–2006), geboren in Dölau, Verbandsfunktionär
- Annemarie Höhn (1914–2001), Bildhauerin
- Woldemar Schneider (1919–2010), Chemiker und Hochschullehrer
- Hans-Rudolf Jung (1921–2016), Musikschriftsteller, Musiklehrer und Hochschullehrer
- Günther Popp (1921–2016), Zahnmediziner und Generalarzt a. D. der Bundeswehr
- Heinz Hupfer (1922–1991), Schauspieler
- Gerhard Kiesling (1922–2016), Fotograf
- Hansgeorg Stengel (1922–2003), Journalist und Kabarettist
- Friedrich Beck (* 1927), geboren in Untergrochlitz, Archivar und Historiker
- Dietrich Möller (1927–2015), Geodät und Professor für Geodäsie und deren Anwendungen an der TU Braunschweig
- Dietrich Geyer (1928–2023), geboren in Cossengrün, Historiker
- Helmut Linke (1928–2016), Journalist
- Martin Pfeifer (1928–1994), Germanist und Literaturwissenschaftler
- Gerhard Schmid (1928–2013), Archivar und Archivwissenschaftler
- Hans Beck (1929–2009), Erfinder des Spielzeugs playmobil
- Werner Querfeld (1929–2017), Historiker und Archivar
- Wolfram Beck (1930–2004), bildender Künstler
- Gerhard Günther (1930–2023), Jurist, Archivar und Historiker
- Wolfgang Feustel (* 1932), Oberst des Ministeriums für Staatssicherheit
- Günter Kärner (* 1933), Komponist
- Hans-Georg Willert (1934–2006), Orthopäde und Hochschullehrer in Göttingen
- Wolfgang Gipser (1935–2022), Turner, Trainer und Kampfrichter
- Peter Falk (* 1937), Dirigent
- Wolf-Dieter Hauschild (1937–2023), Dirigent
- Manfred Kuttner (1937–2007), Maler
- Bernd Riedel (* 1938), Opernsänger (Bariton) und Gesangspädagoge
- Siegfried Fülle (* 1939), Geräteturner
- Dieter Bender (* 1940), Ruderer; wurde 1962 Weltmeister im Zweier ohne Steuermann
- Hans Christian Knuth (1940–2023), evangelischer Theologe
- Karin von Aroldingen (1941–2018), Primaballerina
- Ulf Merbold (* 1941), Physiker und Astronaut Ulf Merbold – nach ihm wurde das Greizer Gymnasium benannt

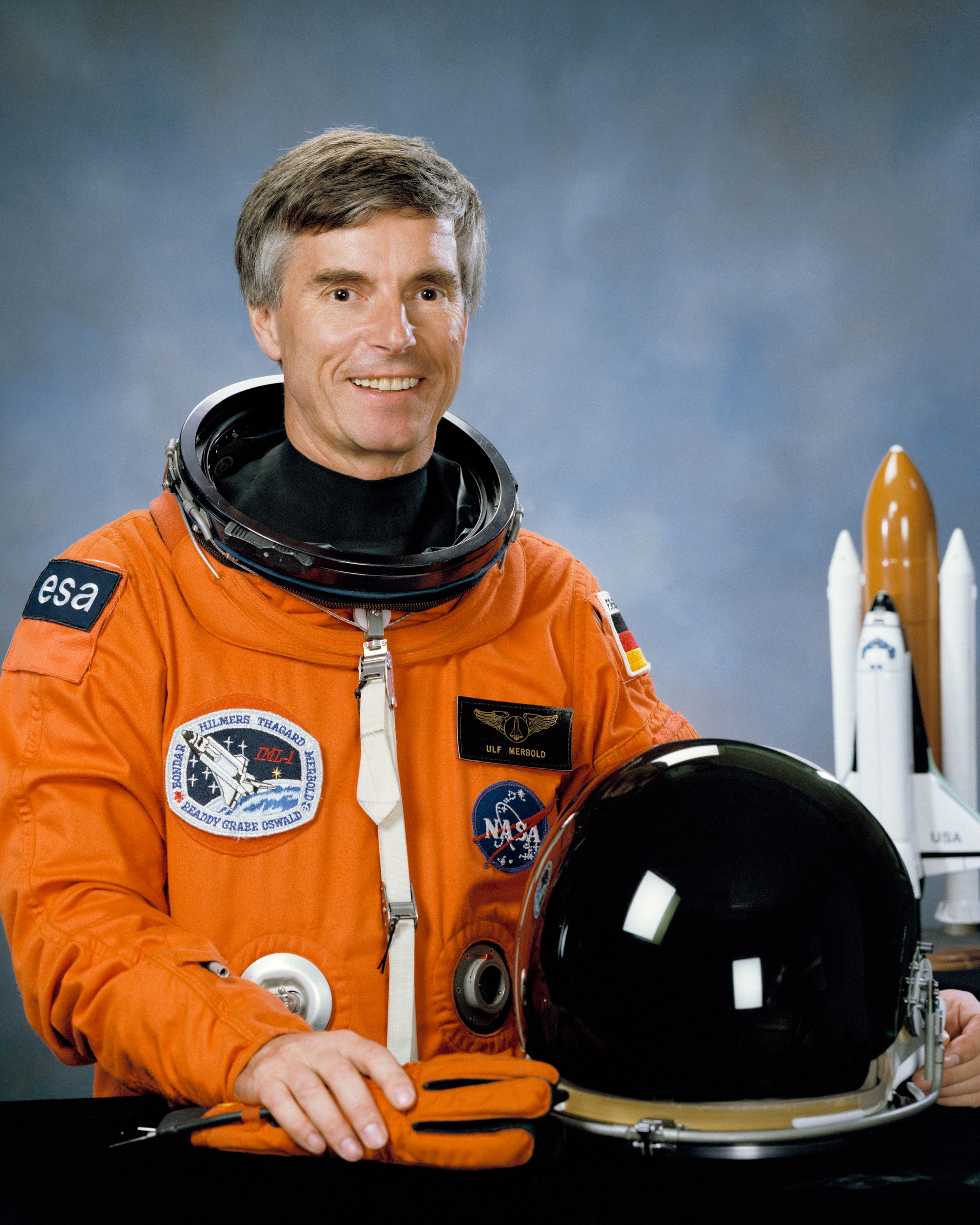
Ulf Merbold – nach ihm wurde das Greizer Gymnasium benannt

- Wolfgang G. Müller (* 1941), Literaturwissenschaftler
- Helmut Keipert (* 1941), Slawist
- Andreas Graeser (1942–2014), Philosoph und Altphilologe
- Ernst Hofmann (1944–2019), Ethnograph und Fachinformator
- Ingrid Adam (* 1945), Leichtathletin
- Harald Seidel (1945–2023), Politiker (SPD) und Abgeordneter des Thüringer Landtags
- Rainer Schlutter (* 1946), Fußballspieler
- Günter Ullmann (1946–2009), Schriftsteller und bildender Künstler
- Gerhard Lingelbach (* 1948), Rechtshistoriker
- Lutz Espig (* 1949), Großmeister im Schach
- Volkmar Schneider (* 1949), Redakteur und Autor des Greizer Heimatkalenders
- Jürgen Bähringer (* 1950), Fußballspieler
- Frank Rohleder (* 1950), Politiker (SED, REP, NPD)

### Ab 1951
- Konrad Weise (* 1951), Fußballspieler der DDR-Oberliga
- Werner Schlegel (* 1953), Bildhauer und Zeichner
- Roland Meyer (* 1957), kaufmännischer Angestellter und Politiker (CDU), MdL
- Uwe Neupert (* 1957), Ringer
- Andreas Petermann (* 1957), DDR-Radrennfahrer
- Michael Kaschke (* 1957), Physiker, Wirtschaftsmanager und Wissenschaftsmanager
- Birgit Diezel (* 1958), Politikerin (CDU), Präsidentin des Thüringer Landtags (2009 bis 2014)
- Detlef Macha (1958–1994), Radrennfahrer
- Götz Argus (1961–2019), Schauspieler
- Jan Dreßler (* 1961), Facharzt für Rechtsmedizin
- Uta Zaumseil (* 1962), Holzschneiderin und Künstlerin
- Mario Holetzeck (* 1963), Theaterregisseur, Film- und Theaterschauspieler
- Ronald Jopt (* 1963), Artist, Clown, Schauspieler
- Ulf S. Graupner (* 1964), Grafiker, Comiczeichner und Illustrator
- Ina Kleber (* 1964), Schwimmerin
- Bert Greiner (* 1967), Musikprofessor
- Henrik Schrat (* 1968), Künstler
- Matthias Häberlein (* 1969), Volleyballspieler
- Falk Huste (* 1971), Boxer, Vize-Weltmeister im Federgewicht
- Arndt Sinn (* 1971), Strafrechtswissenschaftler
- Dirk Wagner (* 1971), Tischtennisspieler und -trainer
- Anne Bartsch (* 1971), Kommunikationswissenschaftlerin
- Reinhard Müller (* 1972), evangelischer Theologe und Alttestamentler
- Alexander Schulze (* 1972), Bürgermeister von Greiz
- Philippa Kraft (* 1975), ehemalige Äbtissin der Zisterzienserinnenabtei St. Marienstern
- Oliver Flügel-Martinsen (* 1977), Politikwissenschaftler
- Matthias Senkel (* 1977), Schriftsteller
- Lyambiko (* 1978), Jazzsängerin
- Christine Theiss (* 1980), Kickboxerin
- Nadine Maria Schmidt (* 1980), Liedermacherin
- Christian Tischner (* 1981), Politiker (CDU), Mitglied des Thüringer Landtags
- Nea Marten (* 1981), Radiomoderatorin und Popsängerin
- Sebastian Schwarz (* 1984), Schauspieler
- Christin Furtenbacher (* 1984), Landesvorsitzende von Bündnis 90/Die Grünen Sachsen
- Robert Förstemann (* 1986), Bahnradfahrer
- Kitiara Braune (* 1996), Geigerin und Komponistin
- Vanessa Wolfram (* 1999), Radsportlerin

## Persönlichkeiten, die mit der Stadt in Verbindung stehen
- Christian Leonhard Leucht (1645–1716), Jurist, reußischer Hofrat in Greiz
- Johann Friedrich Fasch (1688–1758), Musiker und Komponist, von 1719 bis 1721 Kantor in Greiz
- Heinrich Gottfried Zopff (1692–1755), Mediziner, starb hier
- Anton Sebastian von Struve (1729–1802), Diplomat im Dienste des Russischen Kaiserreichs, starb hier
- Friedrich Traugott Wettengel (1750–1824), böhmischer lutherischer Theologe, starb hier
- Johann Gottlieb Stemler (1788–1856), Arzt und Politiker, starb hier
- Reinhard Diedrich Cremer (1821–1884), Kaufmann, starb hier
- Leo Fürbringer (1843–1923), zeitweise Stadtschreiber von Greiz
- Gustav Schreck (1849–1918), Musikpädagoge, besuchte von 1863 bis 1867 das Greizer Lehrerseminar
- Heinrich Botho Scheube (1853–1923), Mediziner und Hochschullehrer, Pionier der Ainu-Forschung, starb hier
- Oskar von Cornberg (1855–1928), Jurist, zuletzt Hofkammerpräsident, starb hier
- Gottfried Doehler (1863–1943), ab 1921 erster Verwalter der Staatlichen Kupferstichsammlung in Greiz
- Walter Ackermann (1889–1978), Pädagoge, Studienrat an der Aufbauschule in Greiz
- Kurt von Westernhagen (1891–1945), Offizier, wurde nach dem Versuch, die Greizer Brücken zu retten, von den Nazis erschossen
- Karen Fredersdorf (1892–1985), Schauspielerin, von 1917 bis 1922 am Theater in Greiz
- Albert Wilhelm Kukowka (1894–1977), Arzt, Balneologe, untersuchte die Krebsentstehung und war Professor für Heilkunde und Direktor des Kreis-Krankenhauses
- Paul Fischer (1894–1979), Matrose, Kommunal- und Landespolitiker (Spartakusbund/USPD/KPD/KPO) und Verlagsinhaber, starb hier
- Lucie Neupert, vormals Lucie Fischer (1896–1978), Landtagsabgeordnete des Volksstaats Reuß (USPD) und des Landes Thüringen (SPD)
- Erich Baumgarten (1905–?), Friseurmeister, Politiker (NDPD)
- Hans Tiessler (1905–1951), Jurist und Politiker, besuchte in Greiz das Gymnasium
- Richard Groschopp (1906–1996), Regisseur, ging in Greiz zur Schule
- Erich Rother (1908–1983), Kunstmaler, starb in Greiz
- Elly-Viola Nahmmacher (1913–2000), Bildhauerin und religiöse Inspiratorin, Trägerin der Bürgermedaille der Stadt Greiz in Gold (1993)
- Harald Jopt (1924–2016), Schauspieler, war unter anderem am Greizer Theater tätig
- Käthe Reichel (1926–2012), Schauspielerin, war unter anderem am Greizer Theater tätig
- Alfred Struwe (1927–1998), Schauspieler, war unter anderem am Greizer Theater tätig
- Reimar Johannes Baur (1928–2023), Schauspieler, war unter anderem am Greizer Theater tätig
- Walter Schmidt (* 1930), Historiker, Professor in Berlin, Schlesienexperte; 1949 Abitur in Greiz (heutiges Ulf-Merbold-Gymnasium)
- Barbara Adolph (* 1931), Schauspielerin, war unter anderem am Greizer Theater tätig
- Reiner Kunze (* 1933), Schriftsteller, lebte zeitweise in Greiz, seit 1995 Ehrenbürger
- Dietrich Alexander (1934–1999), Philosoph, ging in Greiz zur Schule
- Dieter Franke (1934–1982), Schauspieler, war unter anderem am Greizer Theater tätig
- Horst Seemann (1937–2000), Schauspieler, war unter anderem am Greizer Theater tätig, ging in Greiz zur Schule
- Andreas Klotsch (* 1937), Schriftsteller und Übersetzer, lebte von 1951 bis 1957 in Schönbach
- Hubertus Blase (1939–2023), Maler und Grafiker
- Peter Bräutigam (1941–2005), Fotograf, Thüringer Landesinnungsmeister und stellvertretender Bundesinnungsmeister der Fotografeninnung, starb hier
- Uwe Grüning (1942–2024), Schriftsteller und Politiker (CDU), lebte von 1981 bis 1988 in Greiz
- Ibrahim Böhme (1944–1999), Wende-Politiker (SDP, SPD), Kaderleiter im Postamt, Leiter des Kulturbundes in Greiz, Stasi-Spitzel
- Gerd Bonk (1951–2014), Gewichtheber
- Volker Müller (* 1952), Journalist, lebt in Greiz
- Gottfried Preising (* 1954), Radsportler, Mitglied der Radsportfreunde Greiz e. V.
- Arnold Vaatz (* 1955), Politiker (CDU), legte in Greiz das Abitur ab
- Dieter Hausold (* 1955), Politiker (Linkspartei), ging in Greiz zur Schule und absolvierte dort seine Lehre zum Monteur und Lagerist
- Ulrich Junghanns (* 1956), Politiker (CDU), stellvertretender Ministerpräsident von Brandenburg (2007–2008), von 1979 bis 1982 Kreistagsmitglied in Greiz
- Michael Rudolf (1961–2007), Autor, lebte und starb in Greiz
- Matthias Grünert (* 1973), Kantor der Dresdner Frauenkirche; zwischen 2000 und 2004 Kantor der Stadtkirche in Greiz